# Ala Afrorum

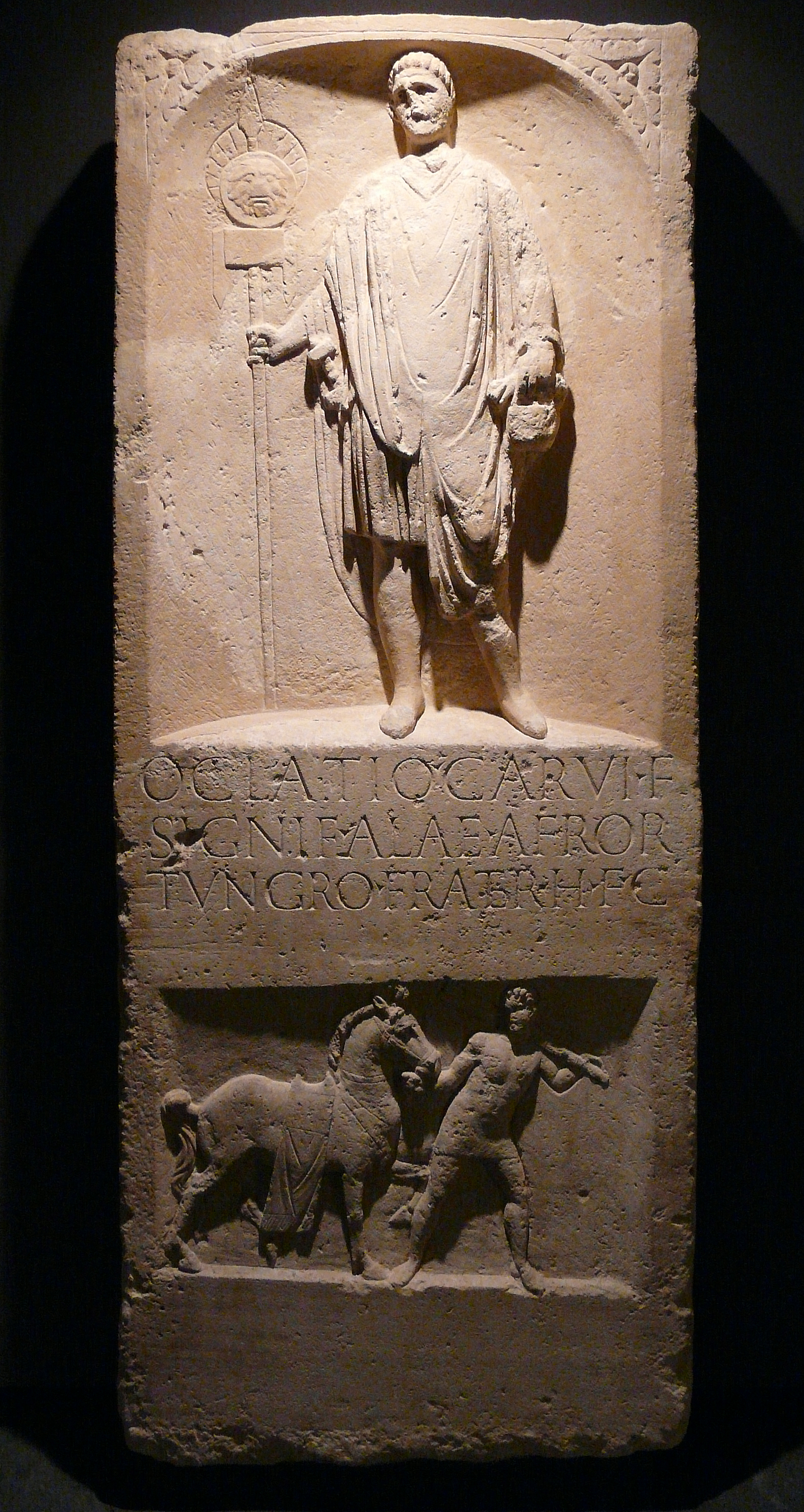
Inscriptie op een grafsteen uit Novaesium (Neuss, Duitsland) gewijd aan Oclatius Carvi filius, een signifer van het Ala Afrorum

Het Ala Afrorum, ook wel Ala Afrorum Veterana genoemd, was een Romeinse cavalerie eenheid-die in Africa Proconsularis werd opgericht. De eenheid vormde een ala quinquagenaria, een eenheid van rond de 500 ruiters.
Vanuit Africa Proconsularis vertrok de eenheid in de eerste helft van de 1e eeuw n.Chr. naar Europa en werd in Moesia gelegerd. Ten tijde van de Bataafse Opstand (69-70 n.Chr.) werd de eenheid naar het huidige Nederlandse gedeelte van Germania Inferior gestuurd om de Romeinse troepen aan te vullen.
Tot zeker 158 n.Chr. bleef de eenheid in Burginatium (het huidige Kalkar, Duitsland) gestationeerd, met uitzondering van de periode 88/89 tot 98 na Chr., toen de eenheid onder Domitianus tegen de Daciërs vocht. Hiermee liepen ze de titel Pia Fidelis ("plichtsgetrouw en trouw") mis die in 89 n.Chr. aan alle eenheden in Germania Inferior werd toegekend.
Onder Trajanus werd een tweede Ala Afrorum gevormd in Egypte, het Ala II Ulpia Afrorum. Deze eenheid had geen connectie met het Ala Afrorum Veterana.

## Externe links

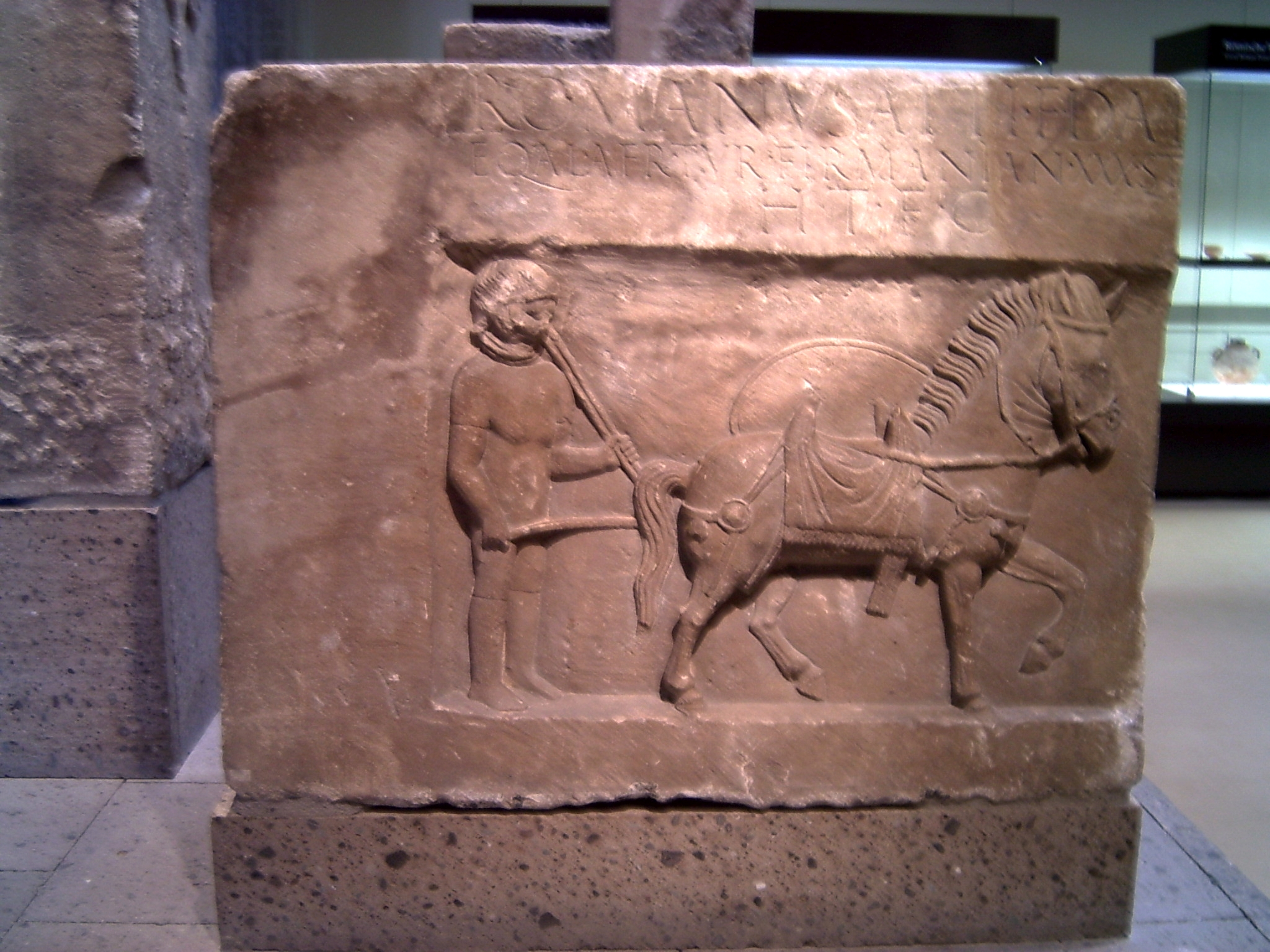
Inscriptie op een grafsteen uit Keulen (Duitsland) van een ruiter van het Ala Afrorum genaamd Romanus Daradanus